# Стулес (Болцано)
Стулес је насеље у Италији у округу Болцано, региону Трентино-Јужни Тирол.
Према процени из 2011. у насељу је живело 270 становника. Насеље се налази на надморској висини од 1323 м.